# Libro de Noé
El Libro de Noé se presume que es un libro pseudo-epígrafe del Antiguo Testamento que está extraviado y es atribuido a Noé. Habría circulado durante el siglo II a. C. Se cita en el también pseudo-epígrafe Libro de Enoc, en el Libro de los Jubileos y en los Manuscritos del Mar Muerto encontrados en Qumrán. También pueden encontrarse referencias en el Testamento de Leví.

## Fragmentos
Aunque este libro no está disponible en la actualidad, se ha podido reconstruir en gran parte por la incorporación de su texto en el Libro de Enoc, en los capítulos VI al XI; XXIX; LIV a XV; LX; LXV a LXIX y CVI a CVII.
Fragmentos del Libro de Noé también se encuentran en los capítulos X y XXI del Libro de los Jubileos.
En el capítulo LX del Libro de Enoc se lee:
"En el año 500, en el séptimo mes... en la vida de Enoc."
Aquí, el editor simplemente cambió el nombre Noé por Enoc, puesto que el extracto se basa en Génesis v. 32, y Enoc vivió sólo 365 años. Los capítulos VI al XI son claramente de la misma fuente, ya que no hacen referencia a Enoc sino a Noé (capítulo 10 v.1) y tratan sobre el pecado de los ángeles que causó el diluvio, y de su castigo temporal y eterno.
Los capítulos CVI al CVII del Libro de Enoc probablemente pertenecen a la misma fuente, del mismo modo que los capítulos LIV y LV, así como los capítulos VII y X del Libro de los Jubileos. En el capítulo VII de los Jubileos el tema central conduce a esta identificación, así como el hecho de que Noé narra el relato en primera persona, a pesar de que a lo largo de los Jubileos es el ángel quién narra la historia.
El Libro de Noé en hebreo, una obra posterior, se incluyó en la obra Bet ha-Midrasch de Adolf Jellinek , iii. 155-156, y fue traducido al alemán en el libro de Hermann Rönsch, Das Buch der Jubiläen, 385-387. Este se basa en los extractos que se conservan en el Libro de los Jubileos.
James Charlesworth escribe (notas utilizadas para mayor claridad)
"Durante las primeras partes del siglo II a. C., circuló un pseudo-epígrafe que contenía material relacionado con Noé. El relato no fue transmitido únicamente de forma oral, de hecho fue escrito, ya que el autor del Libro de los Jubileos y el autor de una interpolación en el Testamento de Leví 18:02 hacen referencia a un Libro de Noé.
La obra se ha perdido excepto por fragmentos conservados en el Libro de Enoc, el Libro de los Jubileos y por 21 fragmentos que se conservan en la cueva 1 de Qumran, y por dos grandes fragmentos encontrados en la Cueva 4 que no están publicados todavía."
El fragmento 4Q534 del Libro de Noé en los Manuscritos del Mar Muerto describe la apariencia física del rey mesiánico.
"En su pelo una marca de nacimiento de color rojizo. Y la forma de una lenteja estará en su cara, y pequeñas marcas de nacimiento en su muslo. Y después de dos años sabrá distinguir una cosa de otra en su corazón. En su juventud, será como ... un hombre que no sabe nada hasta el momento en que conoce los tres Libros. Y luego adquirirá prudencia y aprenderá a entender ... videntes sabios vienen a él, de rodillas. Y con su padre y sus antepasados ... de hermanos le harán daño. El consejo y la prudencia estarán con él, y él conocerá los secretos del hombre. Su sabiduría llegará a todos los pueblos, y él conocerá los secretos de todos los vivientes. Y todos sus designios contra él vendrán a nada, y su regla sobre los vivos será grande. Sus designios tendrán éxito, porque él es el Elegido de Dios. Su nacimiento y el aliento de su espíritu ... y sus designios serán para siempre"

## Contenido
Parece que hay algunas conjeturas sobre lo que exactamente estaba en el Libro de Noé. Cana Werman quien escribió un artículo Qumran y el Libro de Noé señala la inconsistencia de diversas fuentes.